# Список депутатів Верховної Ради СРСР 10 скликання
Верховна Рада СРСР 10-го скликання — обрана 4 березня 1979, засідала з 1979 по 1984 роки. Склад: 1500 депутатів — 750 в Раді Союзу і 750 в Раді Національностей.

## А
- Абасов Курбан Абас Кулі огли
- Абашидзе Григол Григорович
- Аббасов Фарзалі Гатам огли
- Аббасова Назіла Рагім кизи
- Абдукарімов Ісатай Абдукарімович
- Абдулакімова Хубажамал
- Абдуллаєв Гасан Мамед Багір огли
- Абдуллаєва Меліхон Файзуллаївна
- Абдуллоєв Хамід
- Абдурашитов Шаміль Рахімович
- Абовян Назан Жораївна
- Абрамова Людмила Іванівна
- Абузарова Галія Рифкатівна
- Авагян Роза Ваганівна
- Авдюкевич Лонгин Іванович
- Авраменко Степан Степанович
- Агаєв Ахмед Сахіб огли
- Агапова Лариса Кузьмівна
- Агкацева Тамара Тимофіївна
- Адам-Юсупов Тюлеген Дюсембайович
- Адлейба Борис Вікторович
- Ажиба Анатолій Хашимович
- Азатхонова Наботбегім
- Айба Хакібей Кажевич
- Айтматов Чингіз Торекулович
- Акгаєв Ата
- Акимов Ілля Андрійович
- Акимова Лідія Миколаївна
- Аккуратнова Ніна Тихонівна
- Акматов Таштанбек
- Акматова Асилкан
- Акопян Арцруні Суренович
- Аксьонов Микола Федорович
- Аксьонов Олександр Никифорович
- Аксючиць Станіслава Генрихівна
- Акулінцев Василь Кузьмич
- Албуташвілі Марина Герасимівна
- Алдашкова Валентина Іванівна
- Александров Анатолій Петрович
- Александров-Агентов Андрій Михайлович
- Алексанян Тамара Мнацаканівна
- Алексєєв Петро Федорович
- Алієв Алі Нагі огли
- Алієв Гейдар Алі Рза огли
- Алієв Енвер
- Алієв Іса Муса огли
- Алієв Шанлік Муслім огли
- Алієва Алія Салманівна
- Алієва Беюкханим Абдулла кизи
- Алімов Анатолій Андрійович
- Аліхмадова Хурбі
- Аллаберенова Огульгельди
- Аллахвердієва Халімахатун Сафар кизи
- Алтунін Олександр Терентійович
- Алхімов Володимир Сергійович
- Аманбаєв Толобек
- Аманмурадова Жахансолтан Овезівна
- Амбарцумян Віктор Амазаспович
- Амбарцумян Сергій Олександрович
- Аміршоєва Райногул
- Ананідзе Мзевінар Дурсунівна
- Андреєв Гаха Пюрвійович
- Андреєва Лідія Андріївна
- Андреєва Раїса Олексіївна
- Андрієвський Михайло Костянтинович
- Андропов Юрій Володимирович
- Анісимов Павло Петрович
- Аннамухаммедова Гизилгул
- Аннаоразов Пода
- Антонов Микола Панасович
- Антонов Олег Костянтинович
- Антонов Олексій Костянтинович
- Антонов Сергій Федорович
- Аперанс Карл Робертович
- Арамісов Ахмед Камбулатович
- Арбатов Георгій Аркадійович
- Арбузов Борис Олександрович
- Ардашев Сергій Максимович
- Арзуманян Роберт Андранікович
- Арсамаков Ахмет Султанович
- Арутюнян Амалія Гайківна
- Арутюнян Шварц Аветісович
- Архипов Іван Васильович
- Арютін Веніамін Георгійович
- Асанбаєв Карачал
- Асимов Мухамед Сайфітдінович
- Аскаров Асанбай Аскарули
- Аскарова Гульсум Зайнуллівна
- Асочакова Ніна Лазарівна
- Аспетуллаєва Зарбібі Санетуллаївна
- Астанкова Пелагія Михайлівна
- Асхадуллін Галімулла Асхадуллович
- Атаєв Байри
- Атажанова Гавхар
- Атайте Віргіна Пранівна
- Атаходжаєв Акбар Касимович
- Аугіте Віда Пятрівна
- Ауельбеков Єркін Нуржанович
- Аухадієв Кенес Мустаханович
- Аушкап Ерік Янович
- Афанасьєв Віктор Григорович
- Афанасьєв Сергій Олександрович
- Афоніна Олександра Яківна
- Ахмедов Сабір Атакіши огли
- Ахметшин Мірьян Ідіятуллінович
- Ахунов Гаріфзян Ахунзянович
- Ашимбаєв Туткабай Ашимбайович
- Ашимов Байкен Ашимович
- Аюбова Зара Салманівна

## Б
- Бабаєв Агаджан Гельдийович
- Бабаєв Аловіддін Ішанович
- Багдасарян Анаїт Гайківна
- Багіна Наталія Йосипівна
- Багіров Октай Алісатарович
- Баграмян Іван Христофорович
- Багуєва Зайдат Сажаївна
- Байбаков Микола Костянтинович
- Байміров Тухтамиш
- Баймуратова Дамеля Джумабаївна
- Байрамкулова Зухра Абдурахманівна
- Байрамов Реджепгельди
- Баканова Марія Павлівна
- Бакін Борис Володимирович
- Баладзе Натела Акипівна
- Баландін Анатолій Никифорович
- Баландін Юрій Миколайович
- Баллаєва Катя Дзарахметівна
- Баляну Олександра Дмитрівна
- Бамайстрюк Марія Гаврилівна
- Банников Микола Васильович
- Барамідзе Надія Рамізівна
- Баранаускайте Натале Йонівна
- Баркаускас Антанас Стасевич
- Баркун Микола Якович
- Бартошевич Геннадій Георгійович
- Барушева Любов Василівна
- Баряєв Павло Олексійович
- Басаєв Олександр Давидович
- Басов Микола Геннадійович
- Батицький Павло Федорович
- Бахірєв В'ячеслав Васильович
- Бахірєва Любов Олександрівна
- Бездітко Андрій Павлович
- Безсмертнова Наталія Ігорівна
- Безуглов Анатолій Іванович
- Бей Іван Теофанович
- Бейбутов Рашид Маджид огли
- Бекназаров Халкназар
- Бекніязов Уббініяз
- Бекніязова Утебіке
- Бектурганов Хасан Шайахметович
- Бекчанова Жаміла Сабірівна
- Беліков Валерій Олександрович
- Бердзенішвілі Мераб Ісидорович
- Береговий Георгій Тимофійович
- Бережков Микола Фадійович
- Березін Анатолій Іванович
- Березіна Ганна Іванівна
- Берестова Світлана Анатоліївна
- Берзегов Нух Асланчерійович
- Беспалов Іван Петрович
- Бєдарьова Галина Гаврилівна
- Бєдарьова Любов Олександрівна
- Бєлов Віктор Олексійович
- Бєлова Тетяна Іванівна
- Бєлозьоров Віктор Іванович
- Бєлоусов Борис Михайлович
- Бєлоусова Валентина Миколаївна
- Бєлих Олександра Павлівна
- Бєляєва Раїса Іванівна
- Бєляк Костянтин Микитович
- Бєляков Ростислав Аполлосович
- Бібієва Масра Ісраїлівна
- Бігвава Гунда Сардіонівна
- Бієшу Марія Лук’янівна
- Біймурзаєва Анаркан Садирбеківна
- Блатов Анатолій Іванович
- Блохін Микола Миколайович
- Блохіна Ірина Миколаївна
- Бобкова Раїса Олексіївна
- Бобовиков Ратмір Степанович
- Бобоєва Хайрінісо
- Богданов Микола Олександрович
- Боголюбов Клавдій Михайлович
- Боголюбов Микола Миколайович
- Богомяков Геннадій Павлович
- Бодашевський Михайло Степанович
- Боднар Маргарита Іванівна
- Бодюл Іван Іванович
- Бойко Віктор Григорович
- Бойко Олексій Сергійович
- Бойцов Василь Васильович
- Бокіна Ніна Федорівна
- Боков Владислав Васильович
- Большаков Анатолій Іванович
- Бондаренко Іван Панасович
- Бондаренко Любов Олександрівна
- Бондарчук Олександр Олексійович
- Бордіян Михайло Георгійович
- Борисевич Микола Олександрович
- Борисенко Микола Михайлович
- Борисенков Василь Михайлович
- Борисов Петро Михайлович
- Бородін Андрій Михайлович
- Бородін Леонід Олександрович
- Бородін Павло Дмитрович
- Ботвин Олександр Платонович
- Боцвина Раїса Федорівна
- Бочков Борис Вікторович
- Братищенко Ольга Григорівна
- Братченко Борис Федорович
- Брежнєв Леонід Ілліч
- Брехов Костянтин Іванович
- Бриткіна Марія Дмитрівна
- Бровиков Володимир Гнатович
- Бровка Петро Устинович
- Бруснікіна Тетяна Дмитрівна
- Буга Віра Петрівна
- Бугаєв Борис Павлович
- Буймов Анатолій Єгорович
- Буков Єміліан Несторович
- Булгаков Олександр Олександрович
- Булгаков Ришад Тіміргалійович
- Бунчук Ніна Панасівна
- Буранбаєва Маржан Салмуханівна
- Бурлака Микола Якович
- Буткене Мілда Владівна
- Бюрбеєева Світлана Мангаївна

## В
- Ваверанс Модріс Мієрвалдович
- Вавілов Петро Петрович
- Вагріс Яніс Янович
- Вайно Карл Генріхович
- Варданян Анаїт Вараздатівна
- Вардосанідзе Леван Григорович
- Варенников Валентин Іванович
- Варначов Євген Андрійович
- Васильєв Василь Петрович
- Васильєв Лев Борисович
- Васильєв Микола Федорович
- Васильєва Антоніна Вікторівна
- Васляєв Володимир Олександрович
- Васягін Семен Петрович
- Ватченко Олексій Федосійович
- Вахнін Віктор Андрійович
- Вахт Евальд Валентинович
- Ващенко Григорій Іванович
- Вдовін Валентин Степанович
- Ведмеденко Микола Васильович
- Величенко Тетяна Григорівна
- Вердієва Рахшанда Джафар кизи
- Веренікіна Валентина Григорівна
- Виноградов Віктор Миколайович
- Висотін Олександр Миколайович
- Виучейський Степан Миколайович
- Вікторов Олексій Васильович
- Вірак Малле Олександрівна
- Вірсаладзе Костянтин Спиридонович
- Власов Олександр Володимирович
- Власов Петро Йонович
- Возна Зінаїда Петрівна
- Войкіна Віра Миколаївна
- Волков Володимир Єгорович
- Волков Іван Васильович
- Волков Сергій Васильович
- Володарський Лев Мордкович
- Волошин Іван Макарович
- Воробйов Георгій Іванович
- Воробйова Ніна Захарівна
- Воронін Іван Семенович
- Воронцов Гурій Гурійович
- Воронцова Антоніна Федорівна
- Воропаєв Михайло Гаврилович
- Воротников Віталій Іванович
- Восс Август Едуардович
- Всеволожський Михайло Миколайович

## Г
- Гаврилова Рімма Олександрівна
- Гаджиєва Бурліят Ахмедпашаївна
- Гаїпов Рузмет Гаїпович
- Гайдай Дмитро Іванович
- Гайлітіс Атіс Отомарович
- Галаншин Костянтин Іванович
- Галданова Тетяна Ішеївна
- Галієв Мунавір Мухаметамінович
- Галієв Файзі Ахметович
- Галкін Дмитро Прохорович
- Галстян Анаїт Овсепівна
- Гамзатов Расул Гамзатович
- Ганеєв Раїс Назіфович
- Гапуров Мухамедназар Гапурович
- Гарбузов Василь Федорович
- Гасанов Гасан Азіз огли
- Гасанова Залхай Махмуд кизи
- Гасанова Касіра Наджафалі кизи
- Гасанова Фатьма Гасан кизи
- Гасанова Шамама Махмудалі кизи
- Гассієва Фатіма Цикаївна
- Гафуржанов Ергаш Гафурович
- Гачечіладзе Отар Олександрович
- Гвоздєв Віктор Олександрович
- Геворкян Агапі Мірзаївна
- Гейдарова Гюлназ Рагім кизи
- Геллер Рахіль Гедальївна
- Геллерт Наталія Володимирівна
- Георгадзе Михайло Порфирович
- Герасимов Іван Олександрович
- Герман Тамара Іванівна
- Гетьманець Віталій Іванович
- Гібалова Ірина Павлівна
- Гілашвілі Павло Георгійович
- Гілметдінова Рашида Гілязутдінівна
- Гіль Павло Євстахійович
- Гілязетдінов Фаніс Шаймухаметович
- Гімпу Марія Олексіївна
- Гіталов Олександр Васильович
- Гладчук Антоніна Федорівна
- Глєбов Ігор Олексійович
- Глоба Василь Андріанович
- Глушко Валентин Петрович
- Глушков Віктор Михайлович
- Глушков Микола Тимофійович
- Гнатюк Дмитро Михайлович
- Говоров Володимир Леонідович
- Гогадзе Нугзар Мемедович
- Голдін Микола Васильович
- Голдінова Ніна Іванівна
- Голиков Віктор Андрійович
- Голіджашвілі Арсен Захарович
- Голованов Георгій Олександрович
- Головацький Микола Микитович
- Гоман Андрій Костянтинович
- Гончар Олександр Терентійович
- Гончаренко Борис Трохимович
- Гончаренко Галина Вікторівна
- Горбачов Михайло Сергійович
- Горбунов Борис Дмитрович
- Гордієнко Світлана Михайлівна
- Горегляд Віра Олександрівна
- Городкова Тетяна Олександрівна
- Горохов Микола Данилович
- Горчаков Петро Андрійович
- Горшков Леонід Олександрович
- Горшков Сергій Георгійович
- Горячева Лідія Вікторівна
- Гостєв Борис Іванович
- Гребенщикова Євдокія Самсонівна
- Гребенюк Василь Андрійович
- Греков Леонід Іванович
- Грибков Анатолій Іванович
- Григорович Раїса Федорівна
- Григор’єв В’ячеслав Васильович
- Григор’єв Михайло Григорович
- Григорян Сільва Сагателівна
- Гридасов Дмитро Матвійович
- Гринько Микола Костянтинович
- Грицай Валентина Іванівна
- Гришин Анатолій Васильович
- Гришин Віктор Васильович
- Гришкявічюс Пятрас Пятрович
- Грінцов Іван Григорович
- Громико Андрій Андрійович
- Громова Марія Сергіївна
- Гроссу Семен Кузьмич
- Гудков Олександр Федорович
- Гуженко Тимофій Борисович
- Гужова Ніна Михайлівна
- Гукасян Айкануш Хачатурівна
- Гуменюк Людмила Євгенівна
- Гусейнов Аділь Нурі огли
- Гусейнов Ісрафіл Самі огли
- Гусейнова Гюленбер Мамед кизи
- Гусейнова Зулейха Ісмаїл кизи
- Гусейнова Фатьма Рза кизи
- Гусєв Володимир Кузьмич
- Густов Іван Степанович
- Гутов Хамідбі Хамідович
- Гюльмісарян Отарі Григорович

## Д
- Давидов Василь Ілліч
- Дадіані Етері Максимівна
- Дамбіс Айвар Альбертович
- Дамдінов Микола Гармайович
- Данбаєв Куаниш
- Дандар Доржу Сааяович
- Даніярова Бейсенкуль Базікеївна
- Даубліс Альгірдас Юозович
- Дахужев Каплан Махмудович
- Дашко Микола Григорович
- Дашян Алвард Бахшиївна
- Дваранаускене Марійона Вітівна
- Дворянінова Клавдія Платонівна
- Деканоїдзе Ціурі Михайлівна
- Дементьєва Раїса Федорівна
- Демиденко Василь Петрович
- Демірчян Карен Серопович
- Демічев Петро Нілович
- Деревянко Василь Миколайович
- Джабаров Бобо
- Джавахішвілі Ніна Олександрівна
- Джарулаєв Муртазалі Аяєвич
- Джерештова Ніна Нурадинівна
- Дзармотов Мусса Суламбекович
- Дибенко Микола Кирилович
- Дикусаров Володимир Григорович
- Димшиць Веніамін Емануїлович
- Дмитрієв Олександр Іванович
- Дмитрієва Поліна Дмитрівна
- Добрик Віктор Федорович
- Довбиш Віктор Інокентійович
- Довженко Ганна Денисівна
- Довлетханова Фаіят Сейфеддін кизи
- Додобаєва Махфірат
- Докуніна Клавдія Федорівна
- Долгих Володимир Іванович
- Долгова Валентина Олексіївна
- Доненбаєва Камшат Байгазинівна
- Доні Михайло Йосипович
- Доржукай Тетяна Монгушівна
- Дорохов Ілля Діомідович
- Дригін Анатолій Семенович
- Дугер Міжит Киргисович
- Дудник Тамара Семенівна
- Дуйшеєв Арстанбек Дуйшейович
- Думбадзе Нодар Володимирович
- Дутка Софія Василівна
- Душина Мотрона Іванівна
- Дьомін Іван Михайлович
- Дьяконов Владислав Дмитрович

## Е
- Епов Володимир Садейович
- Есамбаєв Махмуд Алісултанович

## Є
- Євтушенко Іван Васильович
- Єгоров Анатолій Григорович
- Єгоров Михайло Васильович
- Єжевський Олександр Олександрович
- Єліашвілі Реваз Калістович
- Єлоєва Дуся Володимирівна
- Єльджаров Артур Савелійович
- Єлькіна Марія Сидорівна
- Єльцин Борис Миколайович
- Єльчина Любов Петрівна
- Єлютін В’ячеслав Петрович
- Єпішев Олексій Олексійович
- Єремей Григорій Ісидорович
- Єрмакова Галина Кирилівна
- Єрмаш Пилип Тимофійович
- Єрмін Лев Борисович
- Єрпилов Петро Іванович
- Єрьоменко Зінаїда Петрівна
- Єрьомін Геннадій Едвінович
- Єсетов Такей
- Єфименко Петро Іванович
- Єфименко Сергій Петрович
- Єфимов Олександр Миколайович
- Єце Зігріда Андріївна

## Ж
- Жарко Галина Семенівна
- Жданов Дмитро Олександрович
- Железняк Любов Василівна
- Жигалін Володимир Федорович
- Жиловський Віктор Дмитрович
- Жлоба Євген Єгорович
- Жуков Георгій Олександрович
- Жукова Ганна Євгенівна
- Жумабекова Саліма Жумабеківна
- Журавльов Борис Олександрович
- Журавльова Євгенія Олександрівна
- Жученко Олександр Олександрович

## З
- Заболотний Василь Макарович
- Заболотний Олександр Михайлович
- Загладін Вадим Валентинович
- Загребельний Павло Архипович
- Зайков Лев Миколайович
- Зайцев Анатолій Олександрович
- Зайцев Валентин Іванович
- Зайцев Валерій Павлович
- Зайцев Михайло Аркадійович
- Зайцев Михайло Митрофанович
- Зайцев Микола Прохорович
- Зайченко Микола Михайлович
- Замараєва Зінаїда Василівна
- Замятін Леонід Митрофанович
- Зардакова Раджабмо
- Зарудін Юрій Федорович
- Захаров Геннадій Сергійович
- Захарчук Олексій Васильович
- Звягін Юрій Костянтинович
- Згурський Валентин Арсентійович
- Зимянін Михайло Васильович
- Зійоєв Таваралі
- Зіненко Іван Лаврентійович
- Зітманіс Август Карлович
- Злобін Микола Анатолійович
- Знаменський Юрій Степанович
- Золотухін Григорій Сергійович
- Зуєв Володимир Овсійович
- Зуєв Микола Іванович
- Зуєва Любов Володимирівна
- Зуєва Ольга Павлівна

## І
- Ібрагімов Алі Ізмаїлович
- Ібрагімов Мірза Аждар огли
- Ібраїмов Султан Ібраїмович
- Іванов Іван Іванович
- Іванова Людмила Олександрівна
- Іванова Людмила Панасівна
- Іванова Світлана Костянтинівна
- Івановський Євген Пилипович
- Іванчук Олександра Степанівна
- Івашутін Петро Іванович
- Ігнатов Вадим Миколайович
- Ізотова Людмила Федорівна
- Ізраель Юрій Антонійович
- Іконникова Генріетта Олексіївна
- Ікрамова Турсуной Артикбаївна
- Іксанов Мустахім Белялович
- Ілляшенко Кирило Федорович
- Ілтнер Едгар Карлович
- Ільїна-Дмитрієва Анегіна Єгорівна
- Ільницький Юрій Васильович
- Імамвердієва Тарлан Насіб кизи
- Імамова Ташбібі
- Іманалієв Мурзабек Іманалійович
- Іманалієва Сулубек
- Імашев Саттар Нурмашевич
- Імралієв Сардар Мамед огли
- Інаурі Олексій Миколайович
- Інжиєвський Олексій Олексійович
- Іноземцев Микола Миколайович
- Іонку Ольга Калинівна
- Іонова Олександра Василівна
- Ісаєв Борис Васильович
- Ісаєв Василь Якович
- Ісаєв Олександр Сергійович
- Ісмаїлова Наіба Ісмаїл кизи
- Ісмаїлова Санам
- Ісраелян Овнан Атанесович
- Італмазов Алламурат
- Ішлинський Олександр Юлійович

## Й
- Йиеару Раймонд Харитонович

## К
- Кабалевський Дмитро Борисович
- Кабалоєв Білар Емазайович
- Кавун Василь Михайлович
- Кадиркулова Анарбу Абдуразаківна
- Кадиров Кадир
- Кадирова Серафима Григорівна
- Кадірова Зухрахан Абдурашитівна
- Казаков Василь Іванович
- Казаков Василь Олександрович
- Казаков Леонід Дмитрович
- Казаков Петро Єгорович
- Казанець Іван Павлович
- Какаєва Амантеч
- Калашников Михайло Тимофійович
- Калашников Олексій Максимович
- Калініна Іда Павлівна
- Калюжна Марія Павлівна
- Камалов Каллібек
- Камалов Махкам Камалович
- Камалова Айим
- Кан О-Нам
- Кандренков Андрій Андрійович
- Каноатов Муміншо
- Капітонов Іван Васильович
- Карабекова Зейнеп
- Караваєв Георгій Аркадійович
- Карагаєва Любов Іванівна
- Караєв Кара Абульфаз огли
- Каракаш Любов Миколаївна
- Карамбетова Карлига Єркегулівна
- Карімов Абдувахід Карімович
- Карімов Абдухалік
- Карлов Володимир Олексійович
- Карплюк Олена Костянтинівна
- Карпова Євдокія Федорівна
- Карпова Тетяна Петрівна
- Карриєв Чари Союнович
- Картвелішвілі Трістан Ілліч
- Кархальова Валентина Василівна
- Касумов Імран Ашум огли
- Касьяненко Федір Дмитрович
- Катігроб Станіслав Анатолійович
- Катушев Костянтин Федорович
- Качаловський Євген Вікторович
- Качин Дмитро Іванович
- Качура Борис Васильович
- Кашин Борис Сергійович
- Кварчія Марго Хутівна
- Кветкаускас Аполінарас Юозович
- Кебін Іван Густавович
- Кеворков Борис Саркісович
- Келехсаєв Казбек Ражденович
- Кенжебаєв Каршига
- Керімов Алі Габіб огли
- Керімов Мансир Паша огли
- Кийв Райво Самуелович
- Киргизбаєва Тухтахон Базарівна
- Кириленко Андрій Павлович
- Кириллін Володимир Олексійович
- Кириченко Микола Карпович
- Кисельов Тихон Якович
- Кисельова Зоя Володимирівна
- Кисленко Олена Дмитрівна
- Кичинська Віра Михайлівна
- Кіктенко Володимир Костянтинович
- Кілін Володимир Петрович
- Кіракосян Алексан Матевосович
- Кіхай Анастасія Іванівна
- Клаусон Вальтер Іванович
- Кленкова Раїса Олексіївна
- Клепиков Михайло Іванович
- Клименко Іван Юхимович
- Клименков Олександр Тарасович
- Климук Петро Ілліч
- Кличев Іззат Назарович
- Клімавічене Іоана Антанівна
- Клочкова Людмила Сергіївна
- Кльоцков Леонід Герасимович
- Клюєв Володимир Григорович
- Князєв Пилип Кирилович
- Кобильчак Михайло Митрофанович
- Коваленко Галина Гаврилівна
- Коваленко Олександр Власович
- Кожевников Вадим Михайлович
- Кожухар Олексій Васильович
- Кожухівська Юлія Іванівна
- Козіна Ніна Василівна
- Козлов Валерій Сергійович
- Козлов Іван Макарович
- Козлов Микола Тимофійович
- Козловський Євген Олександрович
- Козуб Надія Григорівна
- Кокарєв Олександр Якимович
- Кокеєева Галина Габдіївна
- Колабекова Олена Володимирівна
- Колбін Геннадій Васильович
- Колдунов Олександр Іванович
- Колесников Борис Іванович
- Колєцкова Галина Іванівна
- Коливанов Олександр Олександрович
- Коломайко Микола Іванович
- Коломіна Лариса Яківна
- Комарова Лілія Володимирівна
- Комова Лідія Олександрівна
- Конова Маргарита Костянтинівна
- Коновалов Микола Семенович
- Конопльов Борис Всеволодович
- Конопльова Ольга Валентинівна
- Конотоп Василь Іванович
- Константинов Анатолій Устинович
- Контаністова Людмила Миколаївна
- Кончиць Володимир Миколайович
- Конишев Юрій Васильович
- Коокуєва Антоніна Іванівна
- Коолмейстер Елві Йоханнесівна
- Кооп Арнольд Вікторович
- Корж Микола Панасович
- Коржова Вікторія Олександрівна
- Коржова Олександра Олександрівна
- Коритов Василь Якович
- Коркін Олександр Гаврилович
- Корнієнко Георгій Маркович
- Коробан Петро Іванович
- Коровякова Лідія Іванівна
- Корольова Любов Степанівна
- Коротеньков Анатолій Романович
- Корсукова Лідія Петрівна
- Косанбаєв Ахмет
- Косигін Олексій Миколайович
- Косолапов Річард Іванович
- Костандов Леонід Аркадійович
- Костоусов Анатолій Іванович
- Костюкевич Віктор Пилипович
- Косяк Юрій Федорович
- Котельников Володимир Олександрович
- Котін Станіслав Олександрович
- Котк Малле Яанівна
- Котова Галина Панасівна
- Кохоєва Роза Яківна
- Кочінян Сейран Ашхарбекович
- Кошик Надія Іванівна
- Кошоєв Темірбек Кудайбергенович
- Кравцов Семен Іванович
- Красильников Віталій Сергійович
- Крец Лідія Антонівна
- Кривда Федот Пилипович
- Кривонос Володимир Олександрович
- Кривошапкін Ілля Ілліч
- Кривошея Надія Самсонівна
- Крикунова Іраїда Павлівна
- Крилов Олексій Іванович
- Кротов Віктор Васильович
- Круглова Зінаїда Михайлівна
- Круза Мара Вікторівна
- Круміньш Волдемар Крістапович
- Кручина Микола Юхимович
- Крюков Василь Якович
- Крюков В’ячеслав Михайлович
- Крюкова Галина Олександрівна
- Куанишев Оразбек Султанович
- Кубасова Валентина Іванівна
- Кубілюс Йонас Пятрович
- Кубіцкайте Дануте Ваплівна
- Кудрявцев Володимир Леонтійович
- Кузнецов Василь Васильович
- Кузнецов Іван Максимович
- Кузнецова Любов Миколаївна
- Кузьмін Олександр Трифонович
- Кузьмичова Євдокія Яківна
- Куліджанов Лев Олександрович
- Кулієв Кайсин Шувайович
- Куликов Віктор Георгійович
- Куликов Яків Павлович
- Куліченко Леонід Сергійович
- Кулішев Олег Федорович
- Кулматова Ділбар Баратівна
- Кульбачна Раїса Іванівна
- Кульбекова Зліха Джанбеківна
- Кунаєв Аскар Мінліахмедович
- Кунаєв Дінмухамед Ахмедович
- Куницький Іван Дмитрович
- Куняєв Олександр Трохимович
- Куракін Євген Федорович
- Курбанов Пархат
- Куркіна Валентина Андріївна
- Куркоткін Семен Костянтинович
- Куртанідзе Георгій Миколайович
- Кусаїнов Сакан Кусаїнович
- Кутахов Павло Степанович
- Куулар Хеймерек Бадиївна
- Кууль Оскар Пеетерович
- Куусберг Пауль Аугустович
- Куусік Хейно Аугустович
- Кучерява Алла Валентинівна
- Кучмезов Абдул-Керім Магомедович
- Кушеков Унайбай Кушекович
- Кушмурадова Дарія Савівна

## Л
- Лавринович Ірина Володимирівна
- Лавров Кирило Юрійович
- Ладанов Володимир Микитович
- Лапін Сергій Георгійович
- Лаптєва Валентина Андріївна
- Ларіонов Микола Іванович
- Латарія Медеа Акакіївна
- Лебедєв Костянтин Васильович
- Леїн Вольдемар Петрович
- Лендюк Юстина Володимирівна
- Ленцман Леонід Миколайович
- Леонов Павло Артемович
- Лесечко Михайло Оксентійович
- Лесюченко Ганна Костянтинівна
- Лєсогорова Тамара Михайлівна
- Ликова Лідія Павлівна
- Лисенко Іван Єгорович
- Литвинова Лідія Михайлівна
- Литкіна Ганна Іванівна
- Личук Юстин Тодорович
- Лівенцов Василь Андрійович
- Лівітчук Любов Григорівна
- Лігачов Єгор Кузьмич
- Лієберг Ендель Аугустович
- Лійв Валерій Ріхардович
- Лінгене Ірена Йонівна
- Ліне Велта Мартинівна
- Лісовий Тимофій Григорович
- Лобанок Володимир Єлисейович
- Логачов Микола Олексійович
- Логунов Анатолій Олексійович
- Ломакін Віктор Павлович
- Ломако Петро Фадійович
- Ломідзе Отарі Олександрович
- Ломов Микола Петрович
- Ломова Любов Володимирівна
- Ломоносов Володимир Григорович
- Лосєв Костянтин Семенович
- Лотова Інеса Михайлівна
- Лощенков Федір Іванович
- Лук'янченко Станіслав Олександрович
- Лунгу Семен Мефодійович
- Лутак Іван Кіндратович
- Лушев Петро Георгійович
- Любін Микола Васильович
- Любченко Любов Андріївна
- Лялін Михайло Дмитрович
- Лямкіна Валентина Дмитрівна
- Ляшенко Ганна Іванівна
- Ляшко Олександр Павлович

## М
- Мазур Зінаїда Митрофанівна
- Мазуре Текла Броніславівна
- Маїлов Афік Ягуб огли
- Майоров Олександр Михайлович
- Макаренко Віктор Сергійович
- Макаров Олександр Максимович
- Макарова Лідія Олексіївна
- Макеєв Валентин Миколайович
- Макеєв Віктор Петрович
- Маклеєва Тамара Дмитрівна
- Максимов Юрій Павлович
- Максимова Надія Тимофіївна
- Макухін Олексій Семенович
- Макушева Валентина Іванівна
- Малдоніс Альфонсас Мотейович
- Малмейстер Олександр Крістапович
- Малолєткіна Ніна Павлівна
- Малхозов Рауф Муссович
- Мальбахов Тімбора Кубатійович
- Мальков Микола Іванович
- Мальцев Віктор Федорович
- Мальцев Микола Олексійович
- Мамадіяров Усман Есанович
- Мамарасулов Саліджан
- Маматов Зулпукар
- Маматова Руяб
- Мамбетакунов Орозакун
- Мамедова Рухсара Аллахверді кизи
- Мамунц Самвел Ванійович
- Манасян Гарнік Хачатурович
- Манджгаладзе Ія Михайлівна
- Манюшис Йосип Антонович
- Манякін Сергій Йосипович
- Маріна Ніна Євдокимівна
- Марісов Валерій Костянтинович
- Маркін Леонід Володимирович
- Марков Георгій Мінейович
- Марков Георгій Мокійович
- Маркова Надія Павлівна
- Мартинов Микола Васильович
- Марченко Надія Іванівна
- Марчук Гурій Іванович
- Масалієв Абсамат Масалійович
- Масленников Микола Іванович
- Маслова Ганна Василівна
- Масол Віталій Андрійович
- Матафонов Михайло Іванович
- Матвеєва Антоніна Петрівна
- Матуліс Юозас Юозович
- Матусевич Марія Несторівна
- Махарадзе Таліко Иосипівна
- Махмудова Наїма Махмудівна
- Маху Олена Гаврилівна
- Мачалова Ніна Василівна
- Мачула Євдокія Петрівна
- Машеров Петро Миронович
- Мащенко Тамара Леонтіївна
- Мегес Сафієт Баричівна
- Медведєв Іван Андрійович
- Медведєва Лідія Іванівна
- Медунов Сергій Федорович
- Мейлус Альбертас Пранович
- Мелека Тамара Георгіївна
- Мельохін Василь Юхимович
- Мелікова Ашрафханум Абдулага кизи
- Мелкумов Левон Миколайович
- Мельник Василь Степанович
- Мельников Леонід Георгійович
- Мельниченко Панас Кіндратович
- Мендак Леоніда Володимирівна
- Ментешашвілі Тенгіз Миколайович
- Мередов Бяшим
- Меренищев Микола Володимирович
- Меунаргія Валеріан Германович
- Мехренцев Анатолій Олександрович
- Мєдников Іван Семенович
- Мєдянкіна Рута Арнольдівна
- Мєсяц Валентин Карпович
- Мєшков Федір Степанович
- Митрофанова Ніна Никанорівна
- Михайлов Михайло Павлович
- Михалков Сергій Володимирович
- Мишкіна Надія Іванівна
- Міка Лігіта Робертівна
- Мікулич Володимир Андрійович
- Мірзомурадов Мірзошариф
- Мірзоян Арпрун Маргарович
- Мірзоян Кнарік Айказівна
- Міррахматов Шокірбай
- Мітрін Євген Тимофійович
- Міцкевич Володимир Федорович
- Мішин Віктор Максимович
- Модогоєв Андрій Урупхійович
- Мозговий Іван Олексійович
- Мозговий Олександр Іванович
- Мокат Олександр Михайлович
- Молдакунова Уулман
- Молдобаєв Карибек Молдобайович
- Молодцов Борис Андрійович
- Монолов Токторбай
- Моргун Федір Трохимович
- Моркунене Теодора Алексівна
- Мороз Рімма Аркадіївна
- Морозов Володимир Іванович
- Морозов Іван Павлович
- Морозов Микола Юхимович
- Морой Валентина Гаврилівна
- Мосашвілі Теймураз Ілліч
- Москаленко Кирило Семенович
- Мосолова Клавдія Василівна
- Моталін Олександр Васильович
- Моторіко Михайло Георгійович
- Мохначова Віра Іванівна
- Моцак Григорій Іванович
- Мочалін Федір Іванович
- Мукашев Саламат Мукашевич
- Мукімова Шаріфа
- Мулдагалієв Джубан
- Муравйов Євген Федорович
- Мурадов Худік
- Мураховський Всеволод Серафимович
- Муртазіна Флюра Гатаївна
- Мусаєва Тарлан Гасан кизи
- Мусаханов Мірзамахмуд Мірзарахманович
- Мусієнко Іван Данилович
- Мусін Рашид Мусінович
- Мусоєва Зайнура
- Мухін Віктор Петрович
- Мухіна Катерина Іванівна
- Мякішева Тетяна Іванівна
- Мясоєдова Віра Валентинівна

## Н
- Набієв Рахмон Набійович
- Набіулліна Разіля Карамівна
- Наговіцина Фаїна Йосипівна
- Нажбудінова Раджабгул Шоднівна
- Назаренко Парасковія Олександрівна
- Назарова Ежеш
- Наровська Ольга Олександрівна
- Насіров Закір Шахмардан огли
- Насриддінова Махбубахон
- Наумова Людмила Володимирівна
- Невечера Ірина Олексіївна
- Немаєва Галина Григорівна
- Немяшев Петро Доржинович
- Непорожній Петро Степанович
- Нерсесян Леонід Нерсесович
- Никонов Віктор Петрович
- Никончук Валентина Григорівна
- Никифоров Іван Никифорович
- Нікітенко Віктор Васильович
- Нікітін Владилен Валентинович
- Ніколаєва Зоя Петрівна
- Ніколаєва-Терешкова Валентина Володимирівна
- Нікулін Володимир Іларіонович
- Нікулкін Яків Прокопович
- Новгородова Катерина Інокентіївна
- Новиков Володимир Миколайович
- Новиков Володимир Федорович
- Новиков Гнат Трохимович
- Новиков Євген Федорович
- Новикова Людмила Федорівна
- Новожилов Генріх Васильович
- Новожилов Іван Георгійович
- Новолодський Олексій Борисович
- Новосьолов Юхим Степанович
- Новосьолова Ніна Олександрівна
- Ногаєв Федір Дзабойович
- Норейка Пранас Миколович
- Носач Тетяна Михайлівна
- Нугіс Сільві Едуардівна
- Нугманов Кабдулла Нугманович
- Нугманов Каміль
- Нурієв Зія Нурійович
- Нуров Косім
- Нуруллаєва Гульбахор Саїдмурадівна

## О
- Овезекова Айбібі
- Овчар Євген Лук'янович
- Оганян Гайк Агасійович
- Огарков Микола Васильович
- Оданець Валентина Іванівна
- Одилов Ахмаджан
- Одилова Рахбар
- Одинцова Зоя Дмитрівна
- Ожегов Юрій Олександрович
- Окас Евальд Карлович
- Окладников Юрій Капідонович
- Оконечников Борис Павлович
- Окунєва Тетяна Олександрівна
- Оленіна Таїсія Анатоліївна
- Олефіренко Надія Федорівна
- Омарова Беневше Казімагомедівна
- Оразаєва Людмила Гумарівна
- Оразов Куванч
- Орбелян Сайда Михайлівна
- Орєхов Володимир Пантелійович
- Орлов Володимир Олександрович
- Орлов Володимир Павлович
- Орлов Георгій Михайлович
- Оруджев Сабіт Атайович
- Осадчев Микола Іванович
- Осетров Тимофій Миколайович
- Османова Ваху Магомедівна
- Оспанбеков Жарас Молдабекович
- Оспанов Жолдасбай
- Островська Ванда Іванівна

## П
- Павлов Георгій Сергійович
- Павлов Григорій Петрович
- Павлова Тетяна Миколаївна
- Павловський Іван Григорович
- Павловський Іван Григорович
- Паллаєв Гаїбназар
- Панасенко Тарас Іванович
- Панасюк Володимир Васильович
- Панкова Ніна Михайлівна
- Панфілов Михайло Панфілович
- Панченко Віра Семенівна
- Панькіна Любов Миколаївна
- Папунідзе Вахтанг Рафаелович
- Папутін Віктор Семенович
- Пардаєва Тулган
- Пармаклі Савелій Михайлович
- Паршина Валентина Романівна
- Паскар Петро Андрійович
- Пастухов Борис Миколайович
- Патарідзе Зураб Олександрович
- Патолічев Микола Семенович
- Патон Борис Євгенович
- Пахолкіна Марія Іванівна
- Пашин Віктор Григорович
- Пегов Микола Михайлович
- Пейпс Лейда Аугустівна
- Пельше Арвід Янович
- Первенцев Євген Іванович
- Первишин Ерлен Кірікович
- Перевощиков Олександр Веніамінович
- Переляйнен Хільма Андріївна
- Переудін Віктор Михайлович
- Перкун Анатолій Сафронович
- Петерсоне Луція Янівна
- Петкявічюс Юозас Юозович
- Петренко Ніна Тарасівна
- Петренко Олександра Тимофіївна
- Петрик Павло Петрович
- Петров Василь Іванович
- Петров Олексій Сергійович
- Петров Петро Миколайович
- Петровський Борис Васильович
- Петросян Сурен Мартиросович
- Петрухіна Галина Василівна
- Печьоркіна Клавдія Михайлівна
- Пильщикова Надія Андріївна
- Пікалова Віра Володимирівна
- Пілія Лери Михайлович
- Пілюгін Микола Олексійович
- Піменов Петро Тимофійович
- Пінгіна Тетяна Гаврилівна
- Пінка Яніс Петрович
- Піскун Тетяна Федорівна
- Пітайкіна Ганна Захарівна
- Пітра Юрій Юрійович
- Пічугіна Євгенія Федорівна
- Пічужкін Михайло Сергійович
- Платонов Іван Васильович
- Плешаков Петро Степанович
- Плієва Ірина Федорівна
- Погребняк Петро Леонтійович
- Подгаєв Григорій Юхимович
- Поздняков Олександр Миколайович
- Поклонська Катерина Іванівна
- Покришкін Олександр Іванович
- Полатайло Катерина Олексіївна
- Поліщук Марія Дмитрівна
- Полозов Микола Никифорович
- Полукаров Юрій Іванович
- Поляков Віктор Миколайович
- Поляков Іван Євтійович
- Пономарьов Борис Миколайович
- Пономарьов Микола Панасович
- Пономарьов Михайло Олександрович
- Попов Борис Веніамінович
- Попов Пилип Васильович
- Порк Август Петрович
- Потейко Світлана Геннадіївна
- Почечуєв Юрій Тимофійович
- Почхуа Демурі Іродійович
- Прищепчик Віталій Вікторович
- Прієзжев Микола Семенович
- Пріхно Микола Васильович
- Прокоп'єв Ілля Павлович
- Прокоф'єв Іван Якович
- Прокоф'єв Михайло Олексійович
- Промислов Володимир Федорович
- Проскуріна Раїса Іванівна
- Протазанов Олександр Костянтинович
- Прохоров Василь Ілліч
- Прядко Тетяна Сидорівна
- Птіцин Володимир Миколайович
- Пугачов Юрій Миколайович
- Пудков Іван Іванович
- Путвінскіс Вацловас Станіславович
- Путілов Михайло Олексійович
- Пухова Зоя Павлівна
- Пучилов В'ячеслав Георгійович
- Пюрбеєва Альмен Тукаївна

## Р
- Рагімов Камран Набі огли
- Рагімханова Абідат Кезімханівна
- Раєвський Володимир Миколайович
- Раєцька Марія Петрівна
- Разакова Сонагул
- Размадзе Ліана Омарівна
- Разумовський Георгій Петрович
- Райк Хельве Аугустівна
- Ралько Володимир Антонович
- Рамазанов Аманулла Габдулхайович
- Рампілова Ригзима Намсараївна
- Расулов Джабар Расулович
- Ратинська Людмила Олександрівна
- Рафіков Сагід Рауфович
- Рахімов Бекташ Рахімович
- Рахмонова Сайлі
- Рашидов Шараф Рашидович
- Рашидова Розія
- Ребане Карл Карлович
- Ревенко Тетяна Тимофіївна
- Резніков Вадим Федотович
- Резяпов Влас Рамазанович
- Рейзінь Лілія Янівна
- Репринцев Василь Михайлович
- Рес Калев Кристьянович
- Рибаков Олексій Миронович
- Рибакова Галина Іларіонівна
- Рибакова Таїсія Костянтинівна
- Риженков Микола Георгійович
- Рижков Микола Іванович
- Риим Еріка
- Ріваре Моніка Албертівна
- Рогунович Леоніда Петрівна
- Родіонова Фаїна Антонівна
- Роженкова Любов Геннадіївна
- Рожков Борис Сергійович
- Романенко Олександр Григорович
- Романенко Катерина Петрівна
- Романов Григорій Васильович
- Ромоданов Андрій Петрович
- Ростіашвілі Трифон Вахтангович
- Рошка Іван Микитович
- Рубен Віталій Петрович
- Рубен Юрій Янович
- Рудаков Валерій Володимирович
- Рудаков Микола Петрович
- Руденко Роман Андрійович
- Руднєв Костянтин Миколайович
- Рукіна Тетяна Федорівна
- Русаков Костянтин Вікторович
- Русановський Михайло Васильович
- Рухадзе Нугзар Доментійович
- Рябов Яків Петрович
- Рябова Любов Іванівна
- Ряскіна Катерина Іванівна

## С
- Саакян Левон Гургенович
- Сабанєєв Станіслав Миколайович
- Сабутов Кадир Янмурзайович
- Савельєва Марія Павлівна
- Савінкін Микола Іванович
- Савітахунов Алимбек Савітахунович
- Садретдінова Гульсірень Салімівна
- Садриддінов Талбак
- Садиков Абід
- Садиков Курбаналій Гулямович
- Сакалаускас Вітаутас Владович
- Сакулін Володимир Олексійович
- Саламатов Аркадій Олександрович
- Салманов Григорій Іванович
- Салчак Олексій Дадайович
- Самарова Валентина Микитівна
- Саматов Абдугафур
- Саматова Мавджуда Саїдівна
- Самойленко Олександр Іванович
- Самольотова Зоя Петрівна
- Самохін Микола Петрович
- Самсі Георгій Федорович
- Самусєва Ніна Миколаївна
- Санаєв Михайло Михайлович
- Санакоєв Фелікс Сергійович
- Санін Михайло Семенович
- Сапаров Холмумін
- Сапарова Огулдурсин
- Саркісов Бабкен Єсайович
- Саркісян Тадей Тачатович
- Сариглар Микола Очур-Оолович
- Саушкін Анатолій Миколайович
- Саушкіна Валентина Михайлівна
- Сауирбаєва Жумакул Кошуаккизи
- Сахнюк Іван Іванович
- Сванідзе Євтихій Вікторович
- Свиридонов Олексій Іванович
- Свірін Юрій Миронович
- Себастьянович Вальдемар Вітольдович
- Селенене Елеонора Степонівна
- Семенов Василь Іванович
- Семенов Іван Михайлович
- Семенова Олександра Пилипівна
- Семченков Микола Никифорович
- Сербин Іван Дмитрович
- Сергеєва Світлана Михайлівна
- Сержантович Стефанія Стефанівна
- Серка Реет Вяйнівна
- Сєнькін Іван Ілліч
- Сиволап Ганна Миколаївна
- Сидоренко Олександр Васильович
- Сидорик Тимофій Миколайович
- Сидоров Володимир Васильович
- Сизенко Євген Іванович
- Сизов Геннадій Федорович
- Синіцин Іван Флегонтович
- Сирлибаєв Канали Жаналійович
- Сисоєва Тамара Михайлівна
- Сікорскіс Юозас-Антанас Стасевич
- Сілкіна Людмила Яківна
- Сільченко Микола Кузьмич
- Скачков Семен Андрійович
- Скиба Іван Іванович
- Скобліков Олександр Павлович
- Скрипченко Ніна Єгорівна
- Скудра Лаймоніс Янович
- Скурко Євген Іванович
- Скучка Ірина Михайлівна
- Славський Юхим Павлович
- Смалакіс Антанас Пранович
- Смикалова Валентина Іванівна
- Смирнов Геннадій Миколайович
- Смирнов Олексій Олексійович
- Смирнов Олексій Сергійович
- Смирнов Лев Миколайович
- Смирнов Леонід Васильович
- Смирнов Микола Іванович
- Смиртюков Михайло Сергійович
- Смокотіна Ніна Костянтинівна
- Снєтков Борис Васильович
- Созонов Віталій Костянтинович
- Сокол Володимир Харитонович
- Соколов Єфрем Овсійович
- Соколов Іван Захарович
- Соколов Сергій Леонідович
- Соколова Антоніна Микитівна
- Соктоєв Циренжаб Сокшигбойович
- Соловйов Павло Олександрович
- Соловйов Юрій Пилипович
- Сологуб Віталій Олексійович
- Соломенцев Михайло Сергійович
- Сонгайла Рінгаудас-Бронісловас Ігнович
- Сорокін Михайло Автономович
- Сорокін Михайло Іванович
- Сорочинський Іван Гнатович
- Соснов Іван Дмитрович
- Сотволдієва Зухра
- Сотниченко Віктор Олександрович
- Сочнєва Валентина Володимирівна
- Союнов Хидир
- Спрудж Антон Едуардович
- Средін Геннадій Васильович
- Старіцин Валентин Миколайович
- Старовойтов Василь Костянтинович
- Стельмах Михайло Панасович
- Стеніна Наталія Анатоліївна
- Стенько Григорій Терентійович
- Степанєєв Леонід Петрович
- Степанюк Катерина Миколаївна
- Стефанов Валерій Васильович
- Столяр Петро Єфремович
- Страутманіс Петро Якубович
- Стрелков Ігор Костянтинович
- Стрельцов Микола Сергійович
- Стрельченко Іван Іванович
- Строде Аліда Антонівна
- Струєв Олександр Іванович
- Стукалін Борис Іванович
- Сугако Тамара Володимирівна
- Сулейманов Яков Магомед-Алійович
- Султанов Хатмулла Асилгарійович
- Султанова Свєта Алискаківна
- Сурков Олексій Олександрович
- Суслов Михайло Андрійович

## Т
- Табеєв Фікрят Ахмеджанович
- Таганова Донді Одебаївна
- Тагірова Рауза Гумарівна
- Тайчабарова Сабіркан Сапіївна
- Тализін Микола Володимирович
- Таранов Іван Тихонович
- Тарасов Микола Никифорович
- Таратута Василь Миколайович
- Татарчук Микола Федорович
- Татлієв Сулейман Байрам огли
- Тахмасіб Алія Мехті кизи
- Терватович Лариса Вікторівна
- Теребилов Володимир Іванович
- Терехова Валентина Михайлівна
- Тимофєєв Микола Володимирович
- Тимофєєва Айна Юліївна
- Тимофєєва Дарія Дмитрівна
- Тимочкін Володимир Іванович
- Тимошен Григорій Гаврилович
- Тимчак Ніна Петрівна
- Тинель Ліна Григорівна
- Тинентек’єв Анатолій Миколайович
- Тинспоег Густав Аугустович
- Титаренко Олексій Антонович
- Титов Віталій Миколайович
- Титов Георгій Олексійович
- Тихонов Микола Олександрович
- Тишков Юрій Андрійович
- Тілавов Амиркул
- Ткачова Тетяна Михайлівна
- Ткачук Григорій Іванович
- Тоєтов Лев Арбайович
- Тоїров Косим Махматкулович
- Токарєв Олександр Максимович
- Токумтаєв Смагул Кусаїнович
- Толкунов Лев Миколайович
- Толова Людмила Миколаївна
- Толстих Борис Леонтійович
- Толубко Володимир Федорович
- Трапезников Сергій Павлович
- Трафимович Тетяна Іванівна
- Третьяков Петро Іванович
- Третяк Іван Мойсейович
- Трофимова Тетяна Дмитрівна
- Трофимова Тетяна Миколаївна
- Трубников Іван Юхимович
- Трунов Михайло Петрович
- Тукаєва Марія Кузьмівна
- Тукало Галина Петрівна
- Туполєв Олексій Андрійович
- Тургунова Оптовхон
- Туркіна Олена Костянтинівна
- Турсунов Хурсанд
- Тяжельников Євген Михайлович

## У
- Убілава Юза Джахойович
- Уманець Микола Васильович
- Умаров Учкун
- Умаров Хамдам
- Умарова Маржанат Атаївна
- Умаханов Магомед-Салам Іллясович
- Усиніна Галина Павлівна
- Усманходжаєв Інамжон Бузрукович
- Устинов Дмитро Федорович
- Усубалієв Турдакун Усубалійович
- Уткін Володимир Федорович

## Ф
- Файзієва Анажан Мамбетівна
- Фацалов Сергій Деонісович
- Федірко Павло Стефанович
- Федоров Віктор Степанович
- Федоров Євген Костянтинович
- Федоров Олексій Семенович
- Федоров Олексій Федорович
- Федорчук Віталій Васильович
- Федосєєв Петро Миколайович
- Федотова Людмила Петрівна
- Ференсас Альгірдас Антонович
- Філатов Олександр Павлович
- Фіногенов Павло Васильович
- Фіногенова Надія Сергіївна
- Флорентьєв Леонід Якович
- Фокіна Людмила Іванівна
- Фомиченко Костянтин Юхимович
- Фомін Павло Федорович
- Фоміна Катерина Іванівна
- Фролов Василь Семенович

## Х
- Хабітова Антоніна Ібрагімівна
- Хайдаров Аюб Хайдарович
- Хайдуров Віктор Олексійович
- Халілов Курбан Алі огли
- Халілова Гюльяз Махмуд кизи
- Халілова Кузігуль
- Халілова Шукюфа Ханкіши кизи
- Халіулліна Бібінур Акрамівна
- Хамраєва Мунаввар Баймурадівна
- Хамракулов Мусурман
- Хансен Еві Карлівна
- Харадзе Євген Кирилович
- Харитон Юлій Борисович
- Харламова Ангеліна Петрівна
- Хаткевич Тетяна Петрівна
- Хачатрян Ася Вартанівна
- Хечоян Рузан Гургенівна
- Хитров Степан Дмитрович
- Хімшіашвілі Жужуна Омелянівна
- Хісамутдінов Ахмеджан Хісамутдінович
- Ховрін Микола Іванович
- Ходалова Тетяна Геннадіївна
- Ходжиєв Риф'ят
- Ходжимуратов Акбар
- Холіков Собір
- Холов Махмадула
- Хомяков Олександр Олександрович
- Храмцова Антоніна Олексіївна
- Хрєнников Тихон Миколайович
- Христораднов Юрій Миколайович
- Худайбергенов Мадьяр
- Худайбердиєв Нармахонмаді Джурайович
- Худайбердієв Розикули
- Худайкулієв Салай
- Худаярова Товуз Велі кизи
- Хусаїнов Юрій Мінівалович

## Ц
- Цвігун Семен Кузьмич
- Церклевич Яніна Дмитрівна
- Цибулько Володимир Михайлович
- Циденов Анатолій Миколайович
- Цирульов Володимир Павлович
- Цискарішвілі Михайло Аполлонович
- Цитлідзе Гіві Акакійович
- Цуканов Георгій Емануїлович
- Цура Софія Василівна

## Ч
- Чазов Євген Іванович
- Чаковський Олександр Борисович
- Чариєв Ата
- Чащин Григорій Васильович
- Чебриков Віктор Михайлович
- Чекіджян Оганес Арутюнович
- Челомей Володимир Миколайович
- Чемезова Людмила Гаврилівна
- Черкунова Лідія Кузьмівна
- Чернавін Володимир Миколайович
- Черненко Костянтин Устинович
- Черненко Михайло Іванович
- Чернєва Галина Василівна
- Чернінов Мунко-Жаргал Дашійович
- Чернов Микола Павлович
- Чернова Лідія Миколаївна
- Чернишов Євген Федорович
- Черняєв Герман Маркелович
- Черський Микола Васильович
- Чиряєв Гаврило Йосипович
- Чичеватов Володимир Васильович
- Чіксте Артур Едуардович
- Чітадзе Петро Миколайович
- Чітанава Нодарі Амросійович
- Чконія Ламара Григорівна
- Чокой Георгій Степанович
- Чорний Олексій Клементійович
- Чугай Тамара Іванівна
- Чугунникова Ганна Дементіївна
- Чуйков Василь Іванович
- Чупрін Сидір Олексійович
- Чхеїдзе Реваз Давидович

## Ш
- Шабалатдзе Циціно Миколаївна
- Шабашов Сергій Михайлович
- Шаваєва Нальжан Акашівна
- Шакенова Кулпаш
- Шакіров Мідхат Закірович
- Шапіро Лев Борисович
- Шарипов Абдусаттор
- Шарипов Іскандар Самандарович
- Шаронов Геннадій Іванович
- Шаталов Володимир Олександрович
- Шауро Василь Филимонович
- Шваров Володимир Леонович
- Швецова Катерина Вікторівна
- Шеварднадзе Едуард Амвросійович
- Шевченко Василь Тарасович
- Шейшеналієва Манакан
- Шербутаєв Муса
- Шерстньов Микола Єфремович
- Шибаєв Олексій Іванович
- Шибалов Олександр Никанорович
- Шимкус Владас Владович
- Шинкуба Баграт Васильович
- Широких Станіслав Якович
- Ширшин Григорій Чоодуйович
- Шитиков Олексій Павлович
- Шишкін Микола Федорович
- Шкадов Іван Миколайович
- Школьна Людмила Панасівна
- Школьников Олексій Михайлович
- Шніткова Світлана Вікторівна
- Шовкун Сергій Гордійович
- Шокін Олександр Іванович
- Шолохов Михайло Олександрович
- Шошіашвілі Теймураз Шотайович
- Шукявічене Віргінія Каролівна
- Шуленбаєв Жанарбек

## Щ
- Щеглова Валентина Іванівна
- Щербаков Валентин Петрович
- Щербакова Тетяна Павлівна
- Щербина Борис Євдокимович
- Щербицький Володимир Васильович
- Щеулов Василь Петрович
- Щолоков Микола Онисимович

## Ю
- Югансон Микола Оттович
- Юзбашян Маріус Арамович
- Юмагулов Аглям Мінігужевич
- Юнак Іван Харитонович
- Юргов Дмитро Семенович
- Юсупов Джанікул
- Юсупов Магомед Юсупович
- Юсько Надія Антонівна

## Я
- Язкулієв Балли
- Язов Дмитро Тимофійович
- Якименкова Віра Панасівна
- Яковлєв Олександр Сергійович
- Яковлєва Валентина Миколаївна
- Яковлєва Галина Петрівна
- Якубінене Марійона Антанівна
- Якушевич Зінаїда Василівна
- Янковський Олександр Олексійович
- Янсонс Андріс Іварович
- Янукян Айгуш Гургенівна
- Ярець Петро Юхимович
- Ярковий Іван Мефодійович
- Ярошевич Зінаїда Петрівна
- Яснов Михайло Олексійович
- Ясюкявічене Саломея Юозівна
- Ятімова Ановарбі
- Яцков Сергій Єгорович
- Яшин Олексій Іванович
- Яшкаєва Валентина Олександрівна
- Яшкін Іван Андрійович

## Дообрані депутати
- Рахманін Олег Борисович (24.02.1980)
- Петровичев Микола Олександрович (27.04.1980)
- Калін Іван Петрович (15.06.1980)
- Шамякін Іван Петрович (15.06.1980)
- Коломієць Юрій Панасович (17.08.1980)
- Мірошхін Олег Семенович (17.08.1980)
- Субботін Олександр Михайлович (17.08.1980)
- Муравйов Іван Іванович (19.10.1980)
- Шкабардня Михайло Сергійович (19.10.1980)
- Воронін Лев Олексійович (28.12.1980)
- Гаврилюк Володимир Іванович (28.12.1980)
- Шалаєв Степан Олексійович (28.12.1980)
- Шараєв Леонід Гаврилович (28.12.1980)
- Бобриков Максим Павлович (12.04.1981)
- Мінжилкієв Булат Абдуллаєвич (12.04.1981)
- Рекунков Олександр Михайлович (12.04.1981)
- Суханов Олександр Сергійович (12.04.1981)
- Куленов Ахат Салемхатович (31.05.1981)
- Листов Володимир Володимирович (31.05.1981)
- Сілаєв Іван Степанович (31.05.1981)
- Башилов Сергій Васильович (26.07.1981)
- Дінков Василь Олександрович (26.07.1981)
- Сеїдов Гасан Неймат огли (26.07.1981)
- Устіян Іван Григорович (25.10.1981)
- Назарбаєв Нурсултан Абішевич (21.02.1982)
- Ряхов Анатолій Якович (21.02.1982)
- Шамшин Василь Олександрович (21.02.1982)
- Буренков Сергій Петрович (20.06.1982)
- Дмитрієв Валентин Іванович (20.06.1982)
- Каменцев Володимир Михайлович (20.06.1982)
- Майорець Анатолій Іванович (20.06.1982)
- Макаренко В'ячеслав Олександрович (20.06.1982)
- Махкамов Кахар Махкамович (20.06.1982)
- Михалевич Володимир Сергійович (20.06.1982)
- Циньов Георгій Карпович (20.06.1982)
- Аміров Фікрет Мешаді Джаміль огли (24.10.1982)
- Бальмонт Борис Володимирович (24.10.1982)
- Картвелішвілі Дмитро Леванович (24.10.1982)
- Лапигін Володимир Лаврентійович (24.10.1982)
- Прокоп'єв Юрій Миколайович (24.10.1982)
- Тадвашкіна Надія Лазарівна (24.10.1982)
- Андрєєв Геннадій Миколайович (6.02.1983)
- Конарєв Микола Семенович (6.02.1983)
- Мисниченко Владислав Петрович (6.02.1983)
- Петрищев Олексій Георгійович (6.02.1983)
- Пушкарьов Віктор Вікторович (6.02.1983)
- Техова Місурат Сікоївна (6.02.1983)
- Усманов Гумер Ісмагілович (6.02.1983)
- Ходирєв Володимир Якович (6.02.1983)
- Слюньков Микола Микитович (27.03.1983)